# Adaym
Adaym (Al-Adaym o Adem o Al Uzym) és un riu afluent oriental del Tigris. Es forma per la unió de diversos rius a les muntanyes paral·leles al Djabal Hamrim, entre els quals el Kirkuk (també Khasa o Kaza o Kissa o Kissačay o Kara su) el Tauk o Dakuka, el Ak su o Thuz Khurmatli. Normalment no té aigua a la desembocadura durant els mesos d'estiu.
El nom Adaym apareix al segle xiv sota la forma Azim o Uzayyim. Probablement abans era el Turnat de les inscripcions cuneïformes, i després Tornadotus o Tornas dels clàssics.